# Humbertioturraea decaryana
Humbertioturraea decaryana är en tvåhjärtbladig växtart som först beskrevs av Paul Auguste Danguy, och fick sitt nu gällande namn av M. Cheek. Humbertioturraea decaryana ingår i släktet Humbertioturraea och familjen Meliaceae. Inga underarter finns listade i Catalogue of Life.